# Club Atlético San Martín (San Juan)
Il Club Atlético San Martín, chiamato comunemente solo San Martín, è una società calcistica con sede a San Juan, in Argentina. Dal 2025 milita nella Primera Division (Argentina), la massima serie del calcio argentino.
Disputa le sue partite interne presso lo stadio Ingeniero Hilario Sánchez e occasionalmente presso lo stadio del Bicentenario, di proprietà della provincia di San Juan.

## Palmarès

### Competizioni regionali
- Torneo Regional: 1

1970

### Altri piazzamenti
- Primera B Nacional:

Secondo posto: 2006-2007
Terzo posto: 2010-2011

## Organico

### Rosa 2018-2019
| N. |                      | Ruolo | Calciatore           |
| -- | -------------------- | ----- | -------------------- |
| 1  | Argentina (bandiera) | P     | Luis Ardente         |
| 2  | Argentina (bandiera) | D     | Francisco Mattia     |
| 3  | Argentina (bandiera) | D     | Facundo Erpen        |
| 4  | Argentina (bandiera) | D     | Gonzalo Prósperi     |
| 5  | Argentina (bandiera) | C     | Marcos Gelabert      |
| 6  | Argentina (bandiera) | D     | Arián Pucheta        |
| 7  | Argentina (bandiera) | C     | Nazareno Solís       |
| 8  | Argentina (bandiera) | C     | Matías Fissore       |
| 9  | Argentina (bandiera) | C     | Jonathan Menéndez    |
| 10 | Argentina (bandiera) | C     | Claudio Mosca        |
| 11 | Argentina (bandiera) | A     | Matías Giménez Rojas |
| 12 | Argentina (bandiera) | P     | Leonardo Corti       |
| 14 | Argentina (bandiera) | D     | José Luis Gómez      |
| 15 | Argentina (bandiera) | C     | Matías Sánchez       |
| 16 | Uruguay (bandiera)   | D     | Alex Silva           |
| 17 | Uruguay (bandiera)   | D     | Gianni Rodríguez     |
| 18 | Argentina (bandiera) | D     | Leandro Vega         |
| 19 | Argentina (bandiera) | C     | Mauro Bogado         |

| N. |                      | Ruolo | Calciatore          |
| -- | -------------------- | ----- | ------------------- |
| 20 | Argentina (bandiera) | A     | Gonzalo Castillejos |
| 21 | Argentina (bandiera) | C     | Hernán Da Campo     |
| 22 | Argentina (bandiera) | C     | Fernando Brandán    |
| 23 | Argentina (bandiera) | A     | Martín Bravo        |
| 24 | Colombia (bandiera)  | A     | Humberto Osorio     |
| 25 | Argentina (bandiera) | D     | Federico Milo       |
| 26 | Argentina (bandiera) | C     | Francisco Grahl     |
| 27 | Argentina (bandiera) | C     | Gustavo Villarruel  |
| 29 | Argentina (bandiera) | D     | Ian Escobar         |
| 30 | Argentina (bandiera) | C     | Diego Cardozo       |
| 31 | Argentina (bandiera) | C     | Emanuel Dening      |
| 32 | Argentina (bandiera) | C     | Franco Cristaldo    |
| 33 | Paraguay (bandiera)  | A     | Pablo Palacios      |
| 35 | Argentina (bandiera) | C     | Nicolás Pelaitay    |
| 41 | Argentina (bandiera) | C     | Gabriel Lepe        |

### Rosa 2017-2018
| N. |                      | Ruolo | Calciatore         |
| -- | -------------------- | ----- | ------------------ |
| 1  | Argentina (bandiera) | P     | Luis Ardente       |
| 2  | Argentina (bandiera) | D     | Francisco Mattia   |
| 3  | Argentina (bandiera) | D     | Héctor Schmidt     |
| 4  | Argentina (bandiera) | D     | Gonzalo Prósperi   |
| 5  | Argentina (bandiera) | C     | Marcos Gelabert    |
| 6  | Argentina (bandiera) | D     | Matías Escudero    |
| 7  | Argentina (bandiera) | C     | Félix Banega       |
| 8  | Argentina (bandiera) | C     | Matías Fissore     |
| 9  | Argentina (bandiera) | A     | Nicolás Messiniti  |
| 10 | Argentina (bandiera) | C     | Gustavo Villarruel |
| 12 | Argentina (bandiera) | P     | Leonardo Corti     |
| 14 | Argentina (bandiera) | C     | Emiliano Agüero    |
| 15 | Uruguay (bandiera)   | C     | Maxi Rodríguez     |
| 16 | Argentina (bandiera) | C     | Claudio Mosca      |

| N. |                      | Ruolo | Calciatore        |
| -- | -------------------- | ----- | ----------------- |
| 18 | Argentina (bandiera) | D     | Leandro Vega      |
| 19 | Argentina (bandiera) | D     | Jonatan Goitía    |
| 21 | Argentina (bandiera) | P     | Federico Urraburo |
| 22 | Argentina (bandiera) | A     | Joaquín Molina    |
| 23 | Uruguay (bandiera)   | C     | Álvaro Fernández  |
| 24 | Argentina (bandiera) | A     | Pablo Magnin      |
| 25 | Argentina (bandiera) | D     | Pablo Aguilar     |
| 26 | Argentina (bandiera) | D     | Arián Pucheta     |
| 27 | Argentina (bandiera) | C     | Gabriel Carabajal |
| 30 | Argentina (bandiera) | D     | Luis Olivera      |
| 31 | Argentina (bandiera) | C     | Nicolás Maná      |
| 33 | Uruguay (bandiera)   | A     | Facundo Barcelo   |
| 35 | Argentina (bandiera) | C     | Nicolás Pelaitay  |

### Rosa 2016
| N. |                      | Ruolo | Calciatore       |
| -- | -------------------- | ----- | ---------------- |
| 1  | Argentina (bandiera) | P     | Luis Ardente     |
| 2  | Argentina (bandiera) | D     | Francisco Mattia |
| 4  | Argentina (bandiera) | D     | Javier Capelli   |
| 5  | Argentina (bandiera) | C     | Marcos Gelabert  |
| 6  | Argentina (bandiera) | D     | Matías Escudero  |
| 7  | Argentina (bandiera) | C     | Daniel González  |
| 8  | Argentina (bandiera) | C     | Matías Fissore   |
| 9  | Argentina (bandiera) | A     | Javier Toledo    |
| 10 | Argentina (bandiera) | C     | Lucas Salas      |
| 11 | Argentina (bandiera) | A     | Leandro Barrera  |
| 12 | Argentina (bandiera) | P     | Leonardo Corti   |
| 14 | Argentina (bandiera) | D     | Daniel Franco    |
| 15 | Argentina (bandiera) | D     | Franco Lazzaroni |
| 16 | Argentina (bandiera) | D     | Maximiliano Lugo |

| N. |                      | Ruolo | Calciatore          |
| -- | -------------------- | ----- | ------------------- |
| 19 | Argentina (bandiera) | C     | Juan Daniel Galeano |
| 20 | Cile (bandiera)      | C     | Emilio Hernández    |
| 21 | Argentina (bandiera) | P     | Federico Urraburo   |
| 22 | Argentina (bandiera) | D     | Joaquín Molina      |
| 23 | Argentina (bandiera) | C     | Emiliano Agüero     |
| 24 | Argentina (bandiera) | C     | Emmanuel Martínez   |
| 25 | Argentina (bandiera) | D     | Pablo Aguilar       |
| 26 | Argentina (bandiera) | D     | Matías Sarulyte     |
| 27 | Argentina (bandiera) | C     | Gustavo Villarruel  |
| 28 | Colombia (bandiera)  | D     | Mauricio Casierra   |
| 29 | Venezuela (bandiera) | C     | Michael Covea       |
| 31 | Argentina (bandiera) | A     | Emanuel Dening      |
| 32 | Argentina (bandiera) | C     | Ezequiel Montagna   |
| 35 | Argentina (bandiera) | C     | Nicolás Pelaitay    |

### Rose delle stagioni precedenti
- 2011-2012